# Talent (unité)
Pour les articles homonymes, voir Talent.

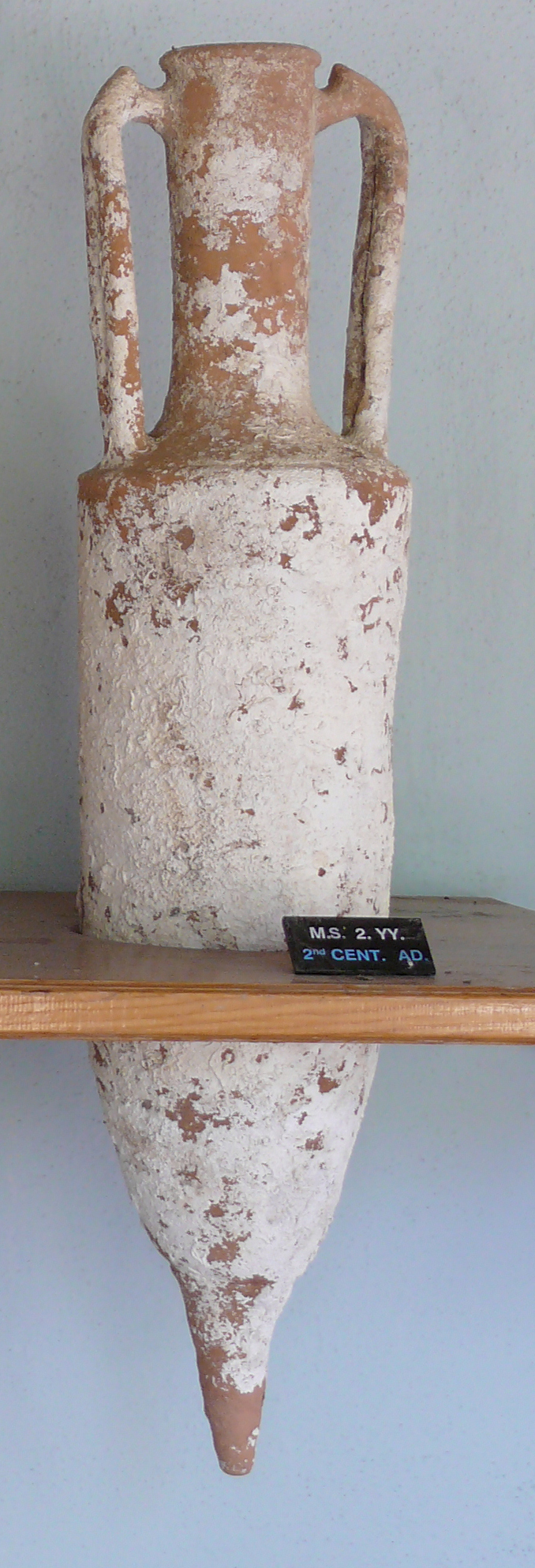
Une amphore grecque : un talent équivalait approximativement à la masse d'eau requise pour remplir cette amphore qui a une capacité de 38,3 litres.

Le talent (Latin : talentum, du Grec ancien : τάλαντον, talanton = l'étalon) est une unité de masse du poids utilisée à l'époque de la Grande-Grèce et jusque sous l'Empire romain. On parle également de talent en Mésopotamie ; un talent y étant équivalent à 30 kg.
Sa valeur correspondait à la masse d'eau contenue dans un pied cube et pouvait donc varier en fonction de la valeur du pied retenue.
À Athènes, après la réforme de Solon, le talent a un poids légal de 60 mines, soit l'équivalent de 25,92 kg en argent métal. En unité monétaire, le talent équivaut ainsi à 6 000 drachmes. Le talent s'inscrit dans le système pondéral grec antique suivant un système de valeur invariable : 1 talent vaut 60 mines ; 1 mine vaut 50 statères ou 100 drachmes ; 1 statère vaut 2 drachmes ou 12 oboles ; 1 drachme vaut 6 oboles ou un ½ statère ; 1 obole vaut 1/6e de drachme.
Sous les Achéménides, vingt sicles ont la valeur d'une darique et 3 000 dariques forment un talent, qui est la plus grosse unité de poids et monétaire en ce temps-là.  
Aux temps des empires diadoques, à l'époque hellénistique, un mercenaire était payé pendant son service 1 drachme par jour en moyenne.